# Eupithecia basinigrata
Eupithecia basinigrata är en fjärilsart som beskrevs av Edward Alfred Cockayne 1954. Eupithecia basinigrata ingår i släktet Eupithecia och familjen mätare. Inga underarter finns listade i Catalogue of Life.